# Devín
| Devín               | Devín                |
| ------------------- | -------------------- |
| Devín               |                      |
| Grb                 | Karta                |
|                     |                      |
| Opći podaci         |                      |
| Kraj:               | Bratislavský         |
| Okrug:              | Bratislava IV        |
| Regija:             | Bratislava i okolica |
| Nadmorska visina:   | m                    |
| Površina:           | km²                  |
| Stanovništvo:       | 1005 (2005.)         |
| Gustoća:            | stan./km2            |
| Statistički kôd:    |                      |
| Registarska oznaka: | BA                   |
| Poštanski broj:     |                      |
| Pozivni broj:       | 02                   |
| Stranica:           | www.devin.sk         |
| Načelnik:           | Ľubica Kolková       |

Devín (njemački: Theben, mađarski: Dévény) je gradska četvrt u Bratislavi.
Ovo je nekad bio odvojen grad, ali je od 1946. dio Bratislave. Devín se nalazi na ušću Dunava i Morave zbog čega je u povijesti smatran značajnim strateškim mjestom. Mjesto je značajno po arheološki važnom dvorcu Devinski Grad koji je jedan od najstarijih tvrđava u Slovačkoj. Devín je dobio status grada u 15. stoljeću. U 16. stoljeću ovdje su se naselili Hrvati koji su bježali pred turskim osvajačima. Godine 1809., Napoleonova vojska je zapalila dvorac koji se nalazi iznad mjesta.
Područje mjesta podložno je čestim poplavama iz Dunava i Morave.